# فرودگاه تری-کانتی (فلوریدا)
فرودگاه تری-کانتی (فلوریدا) (به انگلیسی: Tri-County Airport (Florida)) یک فرودگاه همگانی باربری است که یک باند فرود آسفالت دارد و طول باند آن ۱۲۱۹ متر است. این فرودگاه در کشور ایالات متحده آمریکا قرار دارد و در ارتفاع ۲۶ متری از سطح دریا واقع شده است.